# Pirascca arbuscula
Pirascca arbuscula is een vlindersoort uit de familie van de prachtvlinders (Riodinidae), onderfamilie Riodininae.
Pirascca arbuscula werd in 1883 beschreven door Möschler.